# Agresija
 Ovo je glavno značenje pojma Agresija. Za druga značenja pogledajte Vojna agresija.
Agresija je ponašanje (emocionalna reakcija) kojemu je u osnovi namjera da se nanese šteta, da se netko fizički ili psihički povrijedi.
Postoje aktivna i pasivna agresija: 
- aktivna agresija su fizički i verbalni napadi
- pasivna agresija uzrokuje štetne posljedice namjernim ne poduzimanjem akcije (ne pomoći nekome zbog osjećaja mržnje i neprijateljstva).

Izvori agresije: osnova agresivnog poriva je unutrašnje tjelesno i psihičko stanje; pojavljuje se uz osjećaj srdžbe i neprijateljstva; u frustrirajučim situacijama (u kojima je agresija samo jedan oblik reagiranja); kad osjećamo fizičku ili verbalnu prijetnju ili mogući napad (u ovakvim slučajevima agresija je izazvana agresijom).
Agresija može biti: 
- direktna - usmjerena prema osobi koja je izazvala frustraciju;
- indirektna - "pomaknuta agresija" - usmjerena prema nekom tko je slabiji pa je laka meta.

Agresija se većinom definira kao štetno ponašanje, uzimajući u obzir psihička i fizička oštećenja, pri čemu je važna i namjera, tj. da je li šteta namjerno prouzročena.
Stoga ona može biti naučeni oblik ponašanja, u slučaju nagrađivanja agresije, ono se javlja sve ćešće i vide se kongitivni utjecaji, a društveni utjecaji gdje je primjerice veličanje agresivnih razračunavanja presudno pri socijalizaciji muškog načina ponašanja.
Agresija može proizaći iz ljutnje i onoga što se događa ljudima (poput svađa oko dominacije kod životinja) ili može nastati iz prijezira.

## Agresija i spolne razlike
Muškarci u nasilnim oblicima agresivnosti sudjeluju daleko češće nego žene, u svim do danas proučavanim kulturama neusporedivo su češće ubojice i njihove žrtve su najčešće drugi muškarci. 
Spolne razlike u agresivnosti najvjerojatnije su uzrokovane dugom evolucijskom poviješću kroz koju su se muškarci i žene suočavali s različitim problemima adaptacije. 